# Infected Nations
Infected Nations – drugi album studyjny brytyjskiej grupy muzycznej Evile. Został wydany 21 września 2009 roku przez wytwórnię płytową Earache Records.

## Lista utworów
1. "Infected Nation" – 5:33
2. "Now Demolition" – 5:46
3. "Nosophoros" – 5:29
4. "Genocide" – 7:42
5. "Plague to End All Plagues" – 5:55
6. "Devoid of Thought" – 5:37
7. "Time No More" – 4:00
8. "Metamorphosis" – 7:39
9. "Hundred Wrathful Deities" – 11:15

## Twórcy
- Matt Drake – śpiew, gitara
- Ol Drake – gitara
- Mike Alexander – gitara basowa
- Ben Carter – perkusja